# Kiti Mánver

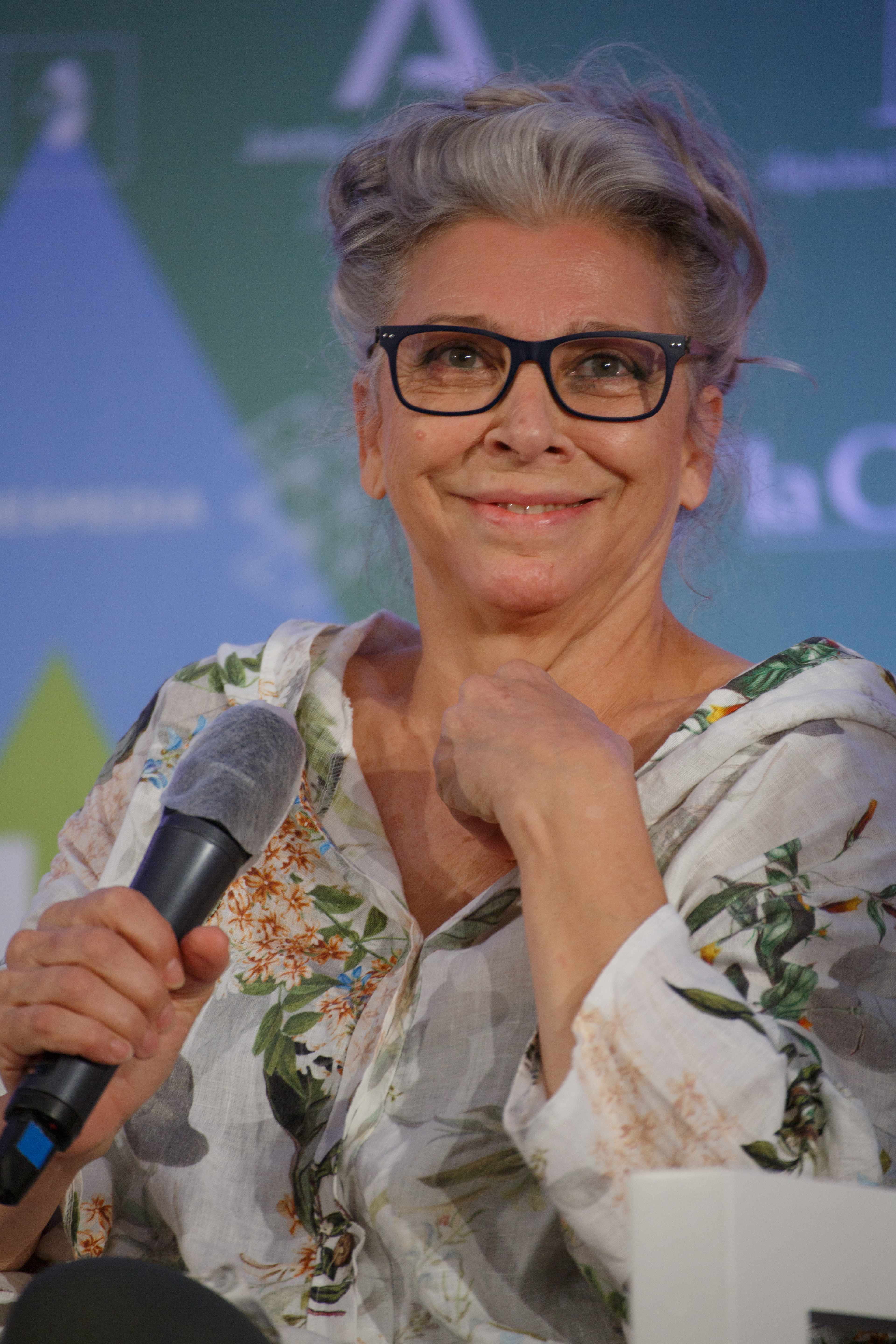
Kiti Manver en 2020 lors du festival de Malaga

Kiti Mánver, née María Isabel Ana Mantecón Vernalte le 11 mai 1953 à Antequera (province de Malaga), est une actrice espagnole découverte dans les comédies madrilènes de la transition démocratique. Elle  est notamment connue pour ses cinq rôles secondaires, souvent des femmes colériques et vénales, pour Pedro Almodóvar entre 1980 et 2009 : elle est une emblématique "chica Almodóvar". Elle a reçu un Goya de la meilleure actrice dans un second rôle en 1991 pour Todo por la pasta. Au théâtre, elle a par exemple joué dans ¡Ay, Carmela!, et à la télévision, dans les séries Grand Hôtel et La casa de papel.

## Biographie
Kiti Mánver commence sa carrière à la télévision avec les studios Bambu Producciones en 2011.

## Filmographie sélective

### Cinéma
- 1980 : Cousine, je t'aime (Ópera prima) de Fernando Trueba - Ana
- 1980 : Pepi, Luci, Bom et autres filles du quartier de Pedro Almodóvar - la mannequin et chanteuse
- 1984 : Qu'est-ce que j'ai fait pour mériter ça ? de Pedro Almodóvar - Juani
- 1988 : Pasodoble de José Luis García Sánchez
- 1988 : Femmes au bord de la crise de nerfs de Pedro Almodóvar - Paulina Morales
- 1995 : La Fleur de mon secret de Pedro Almodóvar - Manuela
- 1995 : Bouche à bouche (Boca a boca) de Manuel Gómez Pereira - Lucy
- 1998 : Una pareja perfecta de Francesc Betriu : Anita
- 2000 : Mes chers voisins d'Álex de la Iglesia - Dolores
- 2003 : Ne dis rien d'Icíar Bollaín - Rosa
- 2009 : Étreintes brisées de Pedro Almodóvar - Madame Mylene
- 2009 : Pagafantas de Borja Cobeaga - Gloria

### Séries télévisées
- 2011 - 2013 : Grand Hôtel : Doña Elisa (11 épisodes)
- 2015 - 2016 : Seis hermanas : Doña Dolores (220 épisodes)
- 2014 : Velvet : Doña Consuelo (4 épisodes)
- 2017 - 2020 : Les Demoiselles du téléphone : Victoria (20 épisodes)
- 2017 : Velvet Collection : Doña Consuelo (1 épisode)
- depuis 2017 : La casa de papel : Marivi

## Voix françaises
- Anne Plumet dans Mes chers voisins (2000)
- Isabelle Mangini dans Étreintes brisées (2009)
- Frédérique Cantrel dans Les Demoiselles du téléphone (2017-2020)

## Distinctions
- 1998 : Biznaga d'argent de la meilleure interprétation féminine pour Una pareja perfecta